# Nohra, Bleicherode
Nohra är en ortsteil i staden Bleicherode i Landkreis Nordhausen i förbundslandet Thüringen i Tyskland. Nohra var en kommun fram till  1 januari 2019 när den uppgick i Bleicherode. Kommunen Nohra hade 811 invånare 2018.